# 伊賀インターチェンジ
伊賀インターチェンジ（いがインターチェンジ）は、三重県伊賀市にある名阪国道のインターチェンジである。
旧伊賀町の主要ICの一つであった。開通当時は亀山方面から滋賀県甲賀市方面への最寄ICの一つだったが、現在は上柘植ICが最寄ICとなる。なお、伊賀市（旧上野市）の中心部への最寄ICはここではなく、中瀬ICおよび上野東ICである。伊賀市内のICの中では最も東に位置する。

## 道路
- E25 名阪国道（7番）

## 接続する道路
- 国道25号
- 三重県道50号伊賀信楽線

## 周辺
- シェル伊賀インターSS（ガソリンスタンド、24H）
- 伊賀ドライブイン
- 西日本旅客鉄道（JR西日本）関西本線、草津線 柘植駅
- 玉林寺
- 黒杭池
- 柘植川

## 隣
E25 名阪国道
(6) 南在家IC - (7) 伊賀IC - 伊賀SA - (8) 上柘植IC